# شبيه النجم

حجم شبيه النجم بالمقارنة مع العديد من النجوم العملاقة المعروفة. من ضمنها يو واي سكوتي

شبيه النجم (بالإنجليزية: Quasi-star)‏ (ويسمى أيضا نجم الثقب الأسود) هو نوع افتراضي من النجوم عبارة عن نجم ضخم للغاية قد يكون موجود في وقت مبكر جدا من تاريخ الكون. وخلافا للنجوم الحديثة، التي تعمل بالطاقة النووية عن طريق الاندماج النووي في قلوبها، فإن طاقة أشباة النجوم تأتي من المادة الساقطة في ثقب أسود مركزي.
يتوقع علماء الفلك أن شبيه النجم تشكل عندما إنهارات نواة نجم أولي كبير إلى ثقب أسود خلال تطورة وتكون الطبقات الخارجية للنجم ضخمة بما فيه الكفاية لاستيعاب طاقة الانفجار الناتج من دون أن تقذف بعيدا (كما هو الحال في المستعرات الحديثة).. مثل هذا النجم يجب أن يكون لة كتلة على الأقل تعادل 1000 كتلة شمسية . نجوم بهذا الحجم يمكن أن تتشكل فقط في وقت مبكر من تاريخ الكون قبل الهيدروجين والهليوم وملوثة بعناصر أثقل. وعند تشكل الثقب الأسود في لب النجم الأولي، فإنه سيستمر بتوليد كمية كبيرة من الطاقة الإشعاعية من سقوط المواد النجمية الإضافية.هذه الطاقة من شأنها أن تتصدى لقوة الجاذبية، وتخلق توازن مماثل لذلك الذي يدعم النجوم الحديثة القائمة على الانصهار . ومن المتوقع أن يكون عمر أشباة النجوم الأقصى حوالي 7 ملايين سنة،
بعد أن تكون نواة الثقب الأسود الأساسية قد نمت إلى حوالي 1000-10،000 كتلة شمسية. وقد اقترح أن هذه الثقوب السوداء المتوسطة الكتلة أصل الثقوب السوداء الفائقة الحديثة. ويتوقع علماء الفلك أن تكون درجات الحرارة السطحية لأشباة النجوم في حدود 4000 كلفن (3،730 درجة مئوية)، وبأقطار تبلغ حوالي 10 مليارات كيلومتر (66.85 وحدة فلكية) أو 7،187 مرة أكبر من الشمس، وإن كل شبيه نجم ينتج ضوءا بقدر ماتنتجة مجرة صغيرة.